# Rosaliana (Joaquín Rodrigo)
Rosaliana es un ciclo de canciones compuesto por el compositor español Joaquín Rodrigo en 1965 sobre poemas de Rosalía de Castro.
El compositor empleó cuatro poemas sin hilo conductor entre ellos, encomendados a la soprano con acompañamiento orquestal (una flauta, un oboe, un clarinete, una trompa, cuerda y percusión). Se estrenó el 29 de julio de 1965 en el I Festival de Galicia, celebrado en La Coruña, con la soprano Ana Higueras y la Orquesta Sinfónica de RTVE bajo la dirección de Enrique Jordá.
Una interpretación convencional dura doce minutos.

## Poemas
- Cantart'ei, Galicia (Te canto a ti, Galicia). Con indicación Andante moderato, se desarrolla en una atmósfera lírica de gran devoción a la tierra gallega.

- ¿Por qué?. Con indicación Andante, el compositor plasma la perplejidad con temas que recuerdan a la canción folclórica mientras el poema avanza sobre las reticentes sonoridades de la orquesta.

- Adiós ríos, adiós fontes. Con indicación Larghetto, es una sentida despedida en la que la soprano reflexiona sobre los misterios de la vida mientras timbres quejumbrosos de la flauta y el oboe resuenan sobre un ligero acompañamiento de la cuerda.

- Vamos bebendo (Vamos a beber). Con indicación Allegretto grazioso, espera alegramente buenos precios para los huevos, una boda y vasos de vino, con el acompañamiento evocando la jovialidad de las gaitas gallegas.[2]

## Discografía
- Raquel Lojendio, soprano. Orquesta Sinfónica del Principado de Asturias, Maximiano Valdés, 2003 (Naxos).